# 藤沢まりの
藤沢 まりの（ふじさわ まりの、1969年2月20日- ）は、東京都出身のイラストレーター。元AV女優である。
一時期は『ファミ通』の編集者も勤めていた。

## 略歴
1987年にAVデビュー。1888年ににっかつロマンポルノを初め、ピンク映画に出演し人気を広げる。高校時代は漫画研究会の部長だったこともあり、AV引退後は漫画家、イラストレーターとして活動。レディースコミックを中心に多数の連載を抱えた。『ファミコン通信』でのコラム執筆をきっかけに、アスキー時代のファミ通編集部の一員となっている。

## 出演作品

### ビデオ
- 18番目の秋（1987年12月23日、宇宙企画）
- トリプルドローム（1988年1月14日、VIP）
- 愛をこめて（1988年2月13日、宇宙企画）
- 捜査線〜キッドナップ・レディ〜藤沢まりの（1988年3月4日、サクセスビデオ）
- いけないKANKEI（1988年3月25日、アリスJAPAN）
- エクストラ・ハードコアエンジェル極限陶酔（1988年4月17日、ミス・クリスティーヌ）
- まりの燦燦（1988年5月10日、現映社）
- 異色アダルトアニメーション 艶笑日本むかしばなし（1988年5月25日、JHV）*声の出演
- 性熟の森（1988年6月4日、KUKI）
- 裸のスキャット（1988年6月13日、シャリオ）
- 舐めさせてください（1988年6月15日）
- 監禁レイプ24 標的（1988年7月4日、コロナ社）
- 犯写〈リフレックス〉（1988年7月10日、日活）共演:高樹陽子
- 聖熟女（1988年8月10日、日活）共演:樹ますみ、八田玲奈　※劇場公開作品[1]
- 熱いデルタゾーンへようこそ 好色魂（1988年8月27日、ミス・クリスティーヌ）
- くわえてマンゴー（1988年9月9日、MARIANA）
- HIP HOP（1988年9月21日、ピラミッドビデオ）
- ビデオギャル乳リンピック　跳んで開いて大運動会（1988年10月10日、日活）
- 大人は判ってくれない‘88（1988年10月29日、KUKI）共演:前原祐子、姫野真理亜
- ボディ・タイフーン（1988年11月10日、日活）
- 群発失神（1988年11月21日、TOKYOパリス）
- 跳んで開いて大運動会 Part2（1988年11月25日、日活）
- 三姉妹 恥じらい日記（1988年11月30日、マドンナメイト）共演:日向まこ、前原祐子
- フラッシュバック9（1988年12月5日、アリスJAPAN）共演:前原祐子、豊丸
- 跳んで開いて大運動会 お色気絶頂クライマックス（1988年12月10日、日活）
- 天使の誘い（1988年、ファイブスター）
- Eカップ伝説4 KAGEKI7（1988年、ファイブスター）他出演:村上佳子、藤沙月、沢口愛、藤村亜紀、小林ひとみ、舞坂ゆい
- 危険な香りの女たち Part5（1989年1月5日、ホップ）他出演:井上美樹、伊藤友美、村上麗奈
- まりのとまどかの二人ぼっち（1989年2月4日、パピヨン）共演:岬まどか
- 痴漢電車 エッチがいっぱい（1989年3月11日、新東宝）
- 竜助のヨーイスタート（1989年3月、アリスJAPAN）共演:藤田容子、監督:松本竜助（上方よしおも特別出演）
- 淫媚楼（1989年4月8日、新東宝）共演:芳村さおり、南崎ゆか
- ビデオマガジンべっぴん9（1989年4月19日、英知出版）
- 万力（1989年5月21日）
- ときめきの季節（1989年5月26日、せいふく舎）
- 爆裂!!ランチFUCK（1989年6月3日、KUKI）共演:愛田ゆうこ
- 猗女尼留かわいい顔しやがって!（1989年6月10日、NICE ONE）共演:本田静香
- そこがわたしの･･･（1989年6月24日、ピラミッドビデオ）
- 真夜中のアバンチュール（1989年6月25日、小さい映画会社）共演:栗原早記、遠山あかね、浅倉尚美、一ノ瀬雅子、本庄美樹
- 美女7人・夏物語（1989年7月5日、シャリオ）共演:美穂由紀、南崎ゆか、片岡樹里、伊藤圭、未樹圭、阿部裕子
- あなたとしたい ムスコの先生（1989年7月11日、アテナ映像）
- エクスタシー 5 パートIII（1989年8月10日、せいふく舎）他出演:松本圭、八島かおる、仲村梨沙、坂口蘭子
- アダルトスターどっきりマル秘報告 暗闇でオマタリアン（1989年8月11日、VIP）他出演:鮎川真理、坂口蘭子、エルザ、浅倉尚美、秋山まり子、松本まりな
- SWEET QUEENS（1989年9月5日、フェニックス）他出演:浅倉ケイ、仲村梨沙、本田静香、斉藤ちあき
- 制服シリーズ・SEXホットライン（1989年11月29日、シャリオ）他出演:手塚まゆみ、中沢慶子、高橋めぐみ
- そ・こ・ま・で・やる!（1989年12月21日、パピヨン）他出演:庄司みゆき、岬まどか、和泉冴子
- 姦盗大唇祭（1989年、青人社）
- 淫媚桜（1989年、新東宝）
- 一気に突きまくって（1989年、東京ソフト）
- 12人の本番中毒6（1990年5月5日、KUKI）他出演:上原ゆかり、青木ゆかり、東清美、沙也加、長崎緑、柏木よしみ、渡辺かすみ、鴇ルリ子、香坂由加里、工藤響子、斉藤ちあき
- フラッシュバック ウルトラミックスVol.1（1990年7月20日、JHV）他出演:豊丸、前原祐子、美穂由紀、大友梨奈
- あぶない瞬間 牝猫たちの発情期（1990年8月20日、大陸書房）他出演:庄司みゆき、薬師丸ひろ美、斉藤唯、前原祐子
- 監禁レイプ24スペシャル1（1990年9月21日、コロナ社）他出演:麻宮千聖、前原祐子、冴島奈緒、高原ひとみ、北村美加、磯崎裕美、高樹陽子
- 快感ラブ・ジュース（1990年）他出演:八島かおる、今井かんな、和泉冴子
- カリフォルニア巻き（1990年）他出演:浅見唯、美穂由紀
- 食い込みダンス（1992年、アイダス）
- 快感絶頂（1995年、コスミックインターナショナル）他出演:明日香ちなみ、吉田蜜流、上田美緒
- 永久保存版 コレクター北条満編集11 オ○ニー狂い vol.2（1996年2月17日）他多数出演
- 抱きしめてジルバ（アモーマス）
- 禁断の果実 エクスターショック（キャスケイドビデオ）
- ツイン・ドール（ギャルリ・ノア）共演:本田静香
- 昼下がりの情事（ゼットプランニング）
- 夜あそび狂乱（ダブルピース）
- 欲望玩具（デュークコーポレーション）
- 激震（デルコ・エス）
- 熱き夜のトッカータ（NICビデオ）
- これ以上!進入禁止（ラブリー・クイーン）

他
DVD作品
- プロジェクトXXX（2003年6月20日、日本メディアサプライ）他多数出演
- 冒険してもいい頃 DVD BOX（2007年1月20日、ラインコミュニケーションズ）共演:森村あすか、大泉滉、豊丸、青山宏
- 藤沢まりの Memories（2007年1月31日、ロイヤルアート）
- Legend 藤沢まりの（2007年7月27日、アストロシステムジャパン）
- アクリーチェ 蘇る伝説の女優たち（2005年8月25日、レジェンディア）他多数出演

### 映画
- ロリータ恥辱（1988年、佐藤寿保監督）主演　（原題：『ラジカル・ヒステリー・ツアー』、別タイトル：『淫媚楼（いんびろう）』）[2]
- 痴漢電車Hがいっぱい（1988年、浜野佐知監督）共演：白木麻弥（表記違い（後の名称）は『痴漢体験Hがいっぱい』）[3]
- 聖熟女（1988年、広木隆一監督）戸塚舞役
- 痴漢電車パイパン娘を捜せ!

### その他
- スカパー!「MONDO21」の「VenusTV」#44で、本人出演の「純情美少女Video館Part2さよなら」が、使用されていた。
- 『11PM』、『季節はずれの海岸物語』、『オールナイトフジ』にも出演したことがある。

## 雑誌
- BOMB 1988年5月号（今月の本番ギャル）